# Re di Bitinia

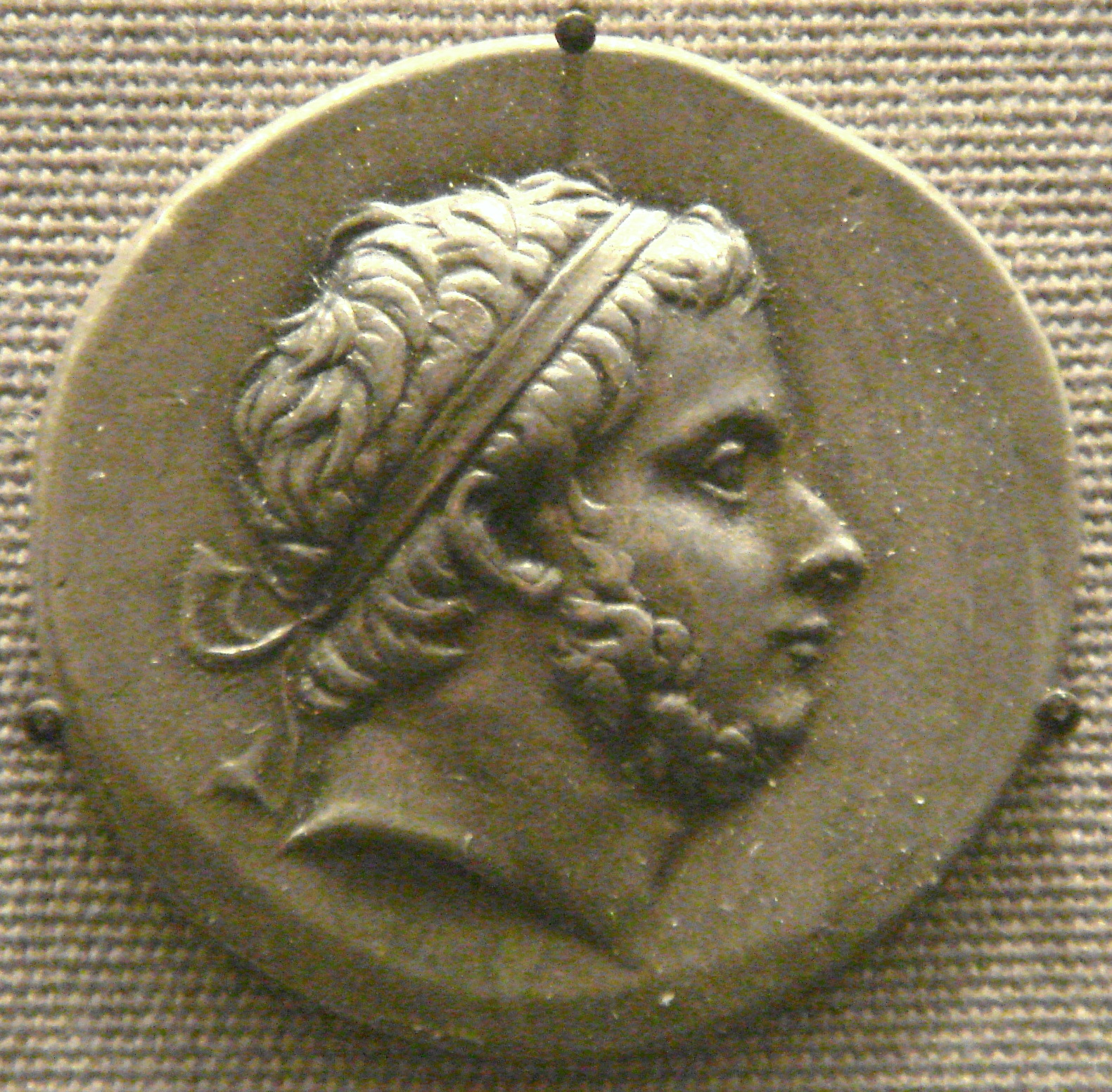
Moneta di Prusia I

I re di Bitinia furono i sovrani dell'antico regno omonimo nel nord ovest dell'Anatolia.

## Dinasti (?-279 a.C.)
- Boteiras (?-376 a.C.)
- Bas (376-326 a.C.)
- Zipoite I (326-297 a.C.)

## Re (297-74 a.C.)
- Zipoite I (297-278 a.C.)
- Zipoite II (278-276 a.C.)
- Nicomede I (278-255 a.C.)
- Etazeta (reggente, 255 a.C.)
- Ziaelas (255-228 a.C.)
- Prusia I (228-185 a.C.)
- Prusia II (185-149 a.C.)
- Nicomede II (149-128 a.C.)
- Nicomede III (128-94 a.C.)
- Nicomede IV (94-74 a.C.)